# Jonathan Sundy Zongo
Jonathan Sundy Zongo (Uagadugú, Burkina Faso, 16 de abril de 1989), más conocido como Jonathan Zongo, es un exfutbolista burkinés. Su posición habitual era la de delantero.

## Trayectoria
Jonathan, un delantero nacido en Burkina Faso, hizo su desembarco en España firmando con la UD Almería en octubre de 2010 procedente del Union Sportive de Ouagadougou, de su país natal (Burkina Faso).
Era un joven habilidoso que combinado con su velocidad podía tener gran llegada al arco contrario. Era un futbolista joven con gran futuro por su edad, y su juego tenía mucho desarrollo.
Nada más llegar, comenzó a entrenar con la primera plantilla y los fines de semana jugando con el equipo filial del Almería, junto a sus compañeros Nikita Andreev y Stanley Okoro.
Jonathan hizo su debut para el primer equipo en el partido de Copa del Rey contra el Deportivo La Coruña el 13 de enero de 2011 entrando en sustitución de Kalu Uche en el minuto 66 de partido. El partido concluyó con victoria del Almería por 1-0.
Se lesionó de gravedad y se perdió gran parte de la temporada 2010-11, pero tras su regreso logró cuajar excelentes actuaciones marcando numerosos goles.
Zongo disputó 45 encuentros en la máxima categoría del fútbol español con la UD Almería en las temporadas 2013-14 y 2014-15.
El burkinés se rompió los ligamentos de la rodilla en la Copa África de enero de 2017, en un encuentro ante Gabón, el país anfitrión de esa Copa de África. Meses después acabó contrato con la UD Almería.
En la temporada 2019-20 probó suerte en CF Badalona de la Segunda División B de España, limitándose su participación a un encuentro.
En diciembre de 2020, decide colgar las botas con 31 años.

## Selección nacional
El 7 de agosto de 2013 Zongo fue convocado por primera vez a la Selección de fútbol de Burkina Faso para disputar un partido amistoso contra Marruecos. Hizo su debut internacional siete días más tarde, jugando los 90 minutos en un partido en el que su selección ganó 1-2. El 21 de mayo del año siguiente marcó su primer gol como internacional, el último en el empate 1-1 contra Senegal.

## Estadísticas

### Clubes
| Club                        | Div        | Temporada     | Liga          | Liga          | Copa del Rey | Copa del Rey | Total | Total |     |    |
| Club                        | Div        | Temporada     | Part.         | Goles         | Part.        | Goles        | Part. | Goles |     |    |
| --------------------------- | ---------- | ------------- | ------------- | ------------- | ------------ | ------------ | ----- | ----- | --- | -- |
| US Ouagadougou Burkina Faso | 1.ª        |               |               |               |              |              |       |       |     |    |
| US Ouagadougou Burkina Faso | 1.ª        | 2009-10       | -             | -             | -            | -            | -     | -     |     |    |
| US Ouagadougou Burkina Faso | Total club | Total club    | 0             | 0             | 0            | 0            | 0     | 0     |     |    |
| UD Almería "B" · España     | 2.ª B      |               |               |               |              |              |       |       |     |    |
| UD Almería "B" · España     | 2.ª B      | 2010-11       | 18            | 6             | -            | -            | 18    | 6     |     |    |
| UD Almería "B" · España     | 2.ª B      | 2011-12       | 22            | 5             | -            | -            | 22    | 5     |     |    |
| UD Almería "B" · España     | 2.ª B      | 2012-13       | 2             | 0             | -            | -            | 2     | 0     |     |    |
| UD Almería "B" · España     | 2.ª B      | 2013-14       | 10            | 0             | -            | -            | 10    | 0     |     |    |
| UD Almería "B" · España     | Total club | Total club    | 52            | 11            | 0            | 0            | 52    | 11    |     |    |
| UD Almería · España         |            |               |               |               |              |              |       |       |     |    |
| 1.ª                         | 2010-11    | 0             | 0             | 2             | 0            | 2            | 0     |       |     |    |
| 2.ª                         | 2011-12    | 14            | 2             | 1             | 0            | 15           | 2     |       |     |    |
| 2.ª                         | 2012-13    | 27            | 1             | 3             | 1            | 30           | 2     |       |     |    |
| 1.ª                         | 2013-14    | 18            | 1             | 1             | 0            | 19           | 1     |       |     |    |
| 1.ª                         | 2014-15    | 27            | 2             | 1             | 1            | 28           | 3     |       |     |    |
| 2.ª                         | 2015-16    | 12            | 0             | 0             | 0            | 12           | 0     |       |     |    |
| 2.ª                         | 2016-17    | 3             | 0             | 0             | 0            | 3            | 0     |       |     |    |
| Total club                  | Total club | Total club    | 101           | 6             | 8            | 2            | 109   | 8     |     |    |
| CF Badalona · España        | 2.ª B      | 2019-20       | 1             | 0             | -            | -            | 1     | 0     |     |    |
| CF Badalona · España        | 2.ª B      | Total carrera | Total carrera | Total carrera | 154          | 17           | 8     | 2     | 161 | 19 |

### Participación como Selección Absoluta
Actualizado el 13 de junio de 2015.
| Burkina Faso | Burkina Faso | Burkina Faso |
| Años         | Partidos     | Goles        |
| ------------ | ------------ | ------------ |
| 2013         | 4            | 0            |
| 2014         | 8            | 1            |
| 2015         | 5            | 3            |
| Total        | 17           | 4            |

### Goles con la selección absoluta
| # | Fecha               | Lugar                         | Rival       | Gol | Resultado | Competición                       |
| - | ------------------- | ----------------------------- | ----------- | --- | --------- | --------------------------------- |
| 1 | 21 de mayo de 2014  | Stade du 4-Août, Burkina Faso | Senegal     | 1–1 | 1–1       | Amistoso                          |
| 2 | 10 de enero de 2015 | Mbombela Stadium, Nelspruit   | Suazilandia | 1–1 | 5–1       | Amistoso                          |
| 3 | 13 de enero de 2015 | Mbombela Stadium, Nelspruit   | Botsuana    | 1–0 | 2–0       | Amistoso                          |
| 4 | 13 de junio de 2015 | Stade du 4-Août, Burkina Faso | Comoras     | 2–0 | 2–0       | Clasificatorio Copa Africana 2017 |